# Berliner Medizinhistorisches Museum
Das Berliner Medizinhistorische Museum (BMM) der Charité ist bekannt für seine pathologisch-anatomische Sammlung. Es handelt sich dabei um einen kultur- und medizinhistorisch bedeutsamen Bestand an Feucht- und Trockenpräparaten. Direktorin des Museums ist seit März 2024 Monika Ankele, die außerdem die Professur für Medizingeschichte und Medizinische Museologie an der Medizinischen Fakultät Charité der Humboldt-Universität zu Berlin innehat. Es befindet sich auf dem Campus Charité Mitte am Charitéplatz 1 (ehemals: Schumannstraße 20/21) im Berliner Ortsteil Mitte.

## Geschichte
Der Ursprung des Museums geht auf die Präparatensammlung des Pathologen Rudolf Virchow zurück, der am 27. Juni 1899 das Pathologische Museum eröffnete. In großen gläsernen Schauvitrinen auf fünf Etagen mit 2000 m² Ausstellungsfläche waren seine 23.066 Präparate zu sehen, die beinahe alle damals bekannten Erkrankungsformen zeigten.
Bis 1914 war das Museum für interessierte Laien zugänglich. Der Erste Weltkrieg und die wirtschaftlich schwierige Nachkriegszeit beendeten die öffentliche Zugänglichkeit und das Museum fungierte fortan nur noch als Lehr- und Studiensammlung für den medizinischen Unterricht. Die Nachfolger Virchows erweiterten aber die Sammlung kontinuierlich. Das Museum besaß zu Beginn des Zweiten Weltkriegs einen Gesamtbestand von rund 35.000 Präparaten.
Der Zweite Weltkrieg traf das Gebäude und die Sammlung schwer. Lediglich etwa 1800 Präparate überstanden den Krieg und die Nutzung des Gebäudes als Museum war für längere Zeit nicht mehr möglich.
Erst nach der deutschen Wiedervereinigung kamen Überlegungen auf, an gleicher Stelle wieder ein Museum einzurichten. Man entschied sich aber gegen eine Neugründung eines rein pathologischen Museums, sondern strebte stattdessen ein breit gefächertes medizinhistorisches Museum an. Im Jahr 1998 wurde schließlich das Berliner Medizinhistorische Museum der Charité eröffnet.
Das Museum wurde in den Jahren 2006 und 2007 mit Hilfe von kulturtouristischen Fördermitteln des Landes Berlin aus dem Europäischen Fonds für regionale Entwicklung (EFRE) von außen (Dach, Fassaden) saniert und erheblich erweitert.
Im Jahr 2011 wurde nach Medienberichten seitens des Charité-Vorstandes aufgrund von Sparzwängen über die Option einer Schließung und Abwicklung des Museums nachgedacht. Inzwischen ist der Fortbestand des Museums als eine Einrichtung der Charité vorerst gesichert.
Das Berliner Medizinhistorische Museum der Charité wurde von Anfang Februar 2020 ausgebaut und war daher geschlossen. Seit Juni 2023 ist es wieder geöffnet.

## Ausstellung
Der Rundgang durch die 800 m² große neue Dauerausstellung beginnt seit Oktober 2007 mit dem wieder eingerichteten Berliner Anatomischen Theater des 18. Jahrhunderts. Weitere Abteilungen sind das Anatomische Museum, der Seziersaal und die Labore der medizinischen Forschung. Ein Höhepunkt stellt die Präparate-Sammlung dar, die teilweise noch auf Rudolf Virchow zurückgeht und 40 der ursprünglichen 3300 Präparate des Anatomen Johann Gottlieb Walter (1734–1818) beinhaltet. In einem stilisierten Krankensaal kann die Entwicklung der Medizin anhand verschiedener Krankheitsbilder nachvollzogen werden, beginnend im Jahre 1726 (eine schwere Geburt) über die Behandlung von Kriegsverletzungen, die „Eiserne Lunge“ als letzte Rettung bei Kinderlähmung bis zur heutigen Intensivmedizin etwa bei Organtransplantationen. Weitere wichtige Facetten der neuen Ausstellung sind die Geschichte der Charité und die Medizin im Nationalsozialismus.

## Sonderausstellungen
| Jahr      | Thema | Hinweise, Erläuterungen                                                                                         |
| --------- | --- | --- |
| 2008      | Sex brennt. Magnus Hirschfelds Institut für Sexualwissenschaft und die Bücherverbrennung                                                                 | Kuratiert von Rainer Herren, gestaltet von Eran Schaerf und Christian Gänshirt, vom 7. Mai – 14. September 2008 |
| 2009      | Vom Tatort ins Labor – Rechtsmediziner decken auf | |
| 2009/2010 | Goldgefüllt und perlengleich – 300 Jahre Zahnheilkunde in Berlin                                                                                         | |
| 2010/2011 | Charité. 300 Jahre Medizin in Berlin | 7. September 2009 – 9. Januar 2011                                                                              |
| 2010/2011 | Jenseits des menschen. Interventionen von Reiner Maria Matysik                                                                                           | in Kooperation mit der Berlin-Brandenburgischen Akademie der Wissenschaften                                     |
| 2011/2012 | Who cares? Geschichte und Alltag der Krankenpflege | |
| 2012      | Ilana Halperin. Steine. Eine Ausstellung mit Werken von Ilana Halperin am Schnittpunkt zwischen Kunst, Medizin und Geologie                              | in Zusammenarbeit mit der Schering Stiftung                                                                     |
| 2012/2013 | Visite im Depot | |
| 2017      | Charité – Die Serie | Ausstellung anlässlich der Fernsehserie Charité                                                                 |
| 2016/2018 | Hieb & Stich. Dem Verbrechen auf der Spur | Katalog |
| 2017/2018 | „Der Anfang war eine feine Verschiebung in der Grundeinstellung der Ärzte.“ Die Charité im Nationalsozialismus und die Gefährdungen der modernen Medizin | im Rahmen des Projektes GeDenkOrt.Charité – Wissenschaft in Verantwortung                                       |
| 2019/2020 | Auf Messers Schneide. Der Chirurg Ferdinand Sauerbruch zwischen Medizin und Mythos                                                                       | 22. März 2019 – 2. Februar 2020                                                                                 |
| 2023/2024 | Das Gehirn in Wissenschaft und Kunst | 16. Juni 2023 – 8. September 2024                                                                               |